# Czas Wodnika
Czas Wodnika – album polskiej grupy RSC, wydany w 1996. 
Nagrań dokonano w Studio „SPAART” w Boguchwale pod Rzeszowem w okresie od maja 1995 do stycznia 1996. Większość nagrań dokonano w systemie „live in studio”. Realizacja dźwięku – Andrzej Karp, Bogdan Nowak, Piotr Sitek. Mastering – Grzegorz Piwkowski. Muzyka – Wiktor Kucaj, Zbigniew Działa. Teksty – Zbigniew Działa. Projekt okładki – Paweł Czachur.

## Lista utworów
źródło:.
1. „Oniemiałe miasto” – 5:09
2. „Tego nie wiem” – 4:27
3. „Mediator” – 5:56
4. „Zbemój” – 5:02
5. „Ona liczy cienie” – 4:44
6. „L'america” – 4:48
7. „Billy kłamca” – 4:32
8. „Czas wodnika” – 5:40
9. „15000 obywateli polskich” – 3:16
10. „Patrzę na wschód” – 6:51
11. „Kołysanka dla Małgosi” – 4:28
12. „Mgła w Villacam” – 5:31
13. „Pomiędzy piekłem-niebem” – 5:02
14. „Naucz mnie” – 5:07

## Muzycy
źródło:.
- Wiktor Kucaj – organy Hammonda, syntezatory
- Zbigniew Działa – śpiew, gitary
- Michał Kochmański – bębny, instr. perkusyjne
- Andrzej Balawender – skrzypce
- Krzysztof Dziuba – gitara basowa
- Witold Stepaniak – gitara
- Tom Kiersnowski – harmonijki
- Wojciech Tramowski – gitary
- Waldemar Rzeszut – gitary

## Wydania
- CD Victor; 002 - 1996
- MC Victor; 002 - 1996
- DG CD Polskie Radio S.A.; PRCD 836 - 23 lipca 2007[4]